# Koren (distrikt)
Koren (bulgariska: Корен) är ett distrikt i Bulgarien.   Det ligger i kommunen Obsjtina Chaskovo och regionen Chaskovo, i den centrala delen av landet, 220 km sydost om huvudstaden Sofia.
Trakten runt Koren består till största delen av jordbruksmark. Runt Koren är det glesbefolkat, med 14 invånare per kvadratkilometer.